# Euphyllodromia burmeisteri
Euphyllodromia burmeisteri es una especie de cucaracha del género Euphyllodromia, familia Ectobiidae.